# Wim Rip
Wim Rip (Wageningen, 10 maart 1961) is een Nederlands voetbaltrainer en videoanalist. Hij wordt gezien als pionier op zijn vakgebied. In 2015, 2016 en 2018 werd Rip met PSV landskampioen en in 2015 en 2016 won hij ook de Johan Cruijff Schaal met PSV.

## Biografie
Rip speelde als voetballer bij de amateurs van SKV uit Wageningen en in het tweede elftal van Go Ahead Eagles.
In 1994 trad Rip in dienst bij N.E.C.. Aanvankelijk werkte hij als jeugdtrainer. In 2006 werd hij aangesteld als coach van Jong N.E.C.. In oktober 2009 schoof hij door naar het eerste elftal, waar hij assistent-trainer werd, als tijdelijke vervanger van Ron de Groot. Een week hierna, op 27 oktober, werd hij, samen met hoofd jeugdopleidingen Wilfried Brookhuis, ad interim hoofdtrainer na het vertrek van Dwight Lodeweges. Na de aanstelling van Wiljan Vloet op 14 november als hoofdtrainer, keerde Rip terug in zijn rol als assistent. In het seizoen 2010/11 werd Jack de Gier de tweede assistent en ging Rip zich volledig richten op de videoanalyses en de scouting. In hetzelfde jaar werd hij door Bert van Marwijk als videoanalist toegevoegd aan de staf van het Nederlands voetbalelftal. Rip was als videoanalist actief op het EK 2012 voor het Nederlands voetbalelftal.
In de zomer van 2012 trad hij als videoanalist in dienst bij PSV. Hij kwam bij PSV te werken onder Dick Advocaat en trof daar als eerste assistent-trainer Ernest Faber, met wie hij eerder samenwerkte bij het Nederlands elftal.. In 2013 nam Phillip Cocu, die tevens assistent was onder Van Marwijk ten tijde van Rips tijd bij het Nederlands elftal, het stokje over van Advocaat. Rip werd met de ploeg zowel in Eredivisie 2014/15 als in Eredivisie 2015/16 (mannenvoetbal) met PSV landskampioen. Daarnaast wonnen ze zowel in 2015 als in 2016 de Johan Cruijff Schaal.
In 2016 ging hij naast zijn werk voor PSV Bert van Marwijk assisteren als videoanalist bij het Saoedi-Arabisch voetbalelftal in een staf waarin ook Adrie Koster, Mark van Bommel, Pim Verbeek, Taco van de Velde en Roel Coumans onderdeel van uitmaakten. Op dinsdag 5 september 2017 plaatste Wim Rip zich met Saoedi-Arabisch voetbalelftal voor het WK 2018 in Rusland door een 1-0 overwinning op Japan in Jeddah. Het land wist verrassend tweede te eindigen in de WK 2018 kwalificatie poule, met onder andere het Japans voetbalelftal en het Australisch voetbalelftal. Kort hierna stuurde de Saudische voetbalbond echter aan een op vertrek van Van Marwijk. Een deel van zijn staf werd vervangen en de bond ging andere eisen stellen aan deinvulling van het bondscoachschap. Nadat de onderhandelingen stuk liepen, stelde  Hierop stelde de bond op 14 september Edgardo Bauza aan als opvolger, waarmee ook de functie van Rip kwam te vervallen.
Op 13 december 2017 werd Rip onwel tijdens een competitiewedstrijd van PSV tegen FC Groningen, eindstand 3-3, in het Euroborg Stadion. Rip was als analist, samen met keeperstrainer Ruud Hesp, aanwezig op de tribune, toen hij na het eerste doelpunt van de thuisploeg getroffen werd door een hartstilstand. Hij werd in het stadion gereanimeerd en daarna met spoed overgebracht naar het Universitair Medisch Centrum Groningen, waar zijn toestand als stabiel, maar zorgelijk werd omschreven. Daar werd hij met spoed geopereerd en in een kunstmatig coma gehouden. Op 15 december maakte de club bekend dat Rip was ontwaakt en het naar omstandigheden goed maakte. Rip herstelde volledig en ging naast zijn werk bij PSV (voetbalclub) in 2019 aan de slag bij het Voetbalelftal van de Verenigde Arabische Emiraten als perfomance- en videoanalist. Hij werkte daar wederom samen met Bert van Marwijk. Rip ondersteunde de technische staf tijdens de Golf Cup of Nations 2019 en Wereldkampioenschap voetbal 2022 (kwalificatie). Naast zijn werk promoot Rip de Automatische externe defibrillator. 